# Плетара
Плетара или вршкара је врста кошнице са непокретним саћем која се прави плетењем прућа, обично у облику звона. Плетара се обично премазивала смесом иловаче и балеге зарад боље изолације.
Док су кошнице са непокретним саћем углавном истиснуте кошницама са покретним саћем, плетаре се још увек користе, али данас углавном за производњу ројева. Постоје и савремене методе коришћења плетара, у којима се плетаре употпуњују наставцима („подмет“), хранилицом итд.
Мада данас није најчешћа, вршкара је стереотипна кошница која се често приказује на илустрацијама пчеларства и пчелињих производа.